# De Vloek van Bangebroek
De Vloek van Bangebroek is een Nederlandse stripreeks die werd geschreven door en getekend door Gerard Leever.

## Inhoud
De strip gaat over een aantal bekende filmmonsters als het monster van Frankenstein en Graaf Dracula die samen met de bewoners leven in het bekrompen dorpje Bangebroek..  

## Publicatiegeschiedenis
René Meulenbroek van Studio Arnhem bedacht ooit de strip Aargh!, een krantenstrip over filmmonsters. In 1983 gebruikte Gerard Leever het concept van deze strip en werkte dit verder uit onder de naam De Vloek van Bangebroek. De strip werd aangekocht door Robbedoes waarin een twintigtal afleveringen werden gepubliceerd.
Toen Leever in 2007 door Uitgeverij Zwijsen werd gevraagd om een Engelstalig stripboekje te maken, blies hij de strip nieuw leven in. De Engelstalige uitgave uit 2008 in de Leesleeuwserie zou The Curse of Yellowville gaan heten. Daarna zou De Vloek van Bangebroek een jaar lang verschijnen in Jetix magazine tot dit blad ten einde kwam in 2010. Ook verschenen enkele pagina’s van deze strip in 2011 in UK Stripmagazine.
Alle strips van De Vloek van Bangebroek werden in 2014 in twee albums gebundeld bij uitgeverij Strip2000.

## Albums
- The Curse of Yellowville (Uitgeverij Zwijsen, 2007)
- De vloek van Bangebroek 1 (Strip2000, 2014)
- De vloek van Bangebroek 2 (Strip2000, 2014)